# 安德烈·卢科希克
安德烈·卢科希克（1947年10月5日—），斯洛伐克男子手球运动员。他曾代表捷克斯洛伐克国家队参加1972年夏季奥林匹克运动会手球比赛，获得一枚银牌。